# Paraleiopus macrochelis
Paraleiopus macrochelis is een naaldkreeftjessoort uit de familie van de Kalliapseudidae. De wetenschappelijke naam van de soort is voor het eerst geldig gepubliceerd in 1978 door Silva Brum.